# مديرية مستباء

تعديل مصدري - تعديل

مديرية مستباء إحدى مديريات محافظة حجة في اليمن. بلغ عدد سكانها 42531 نسمة عام 2004. تضم ثلاث عزل.

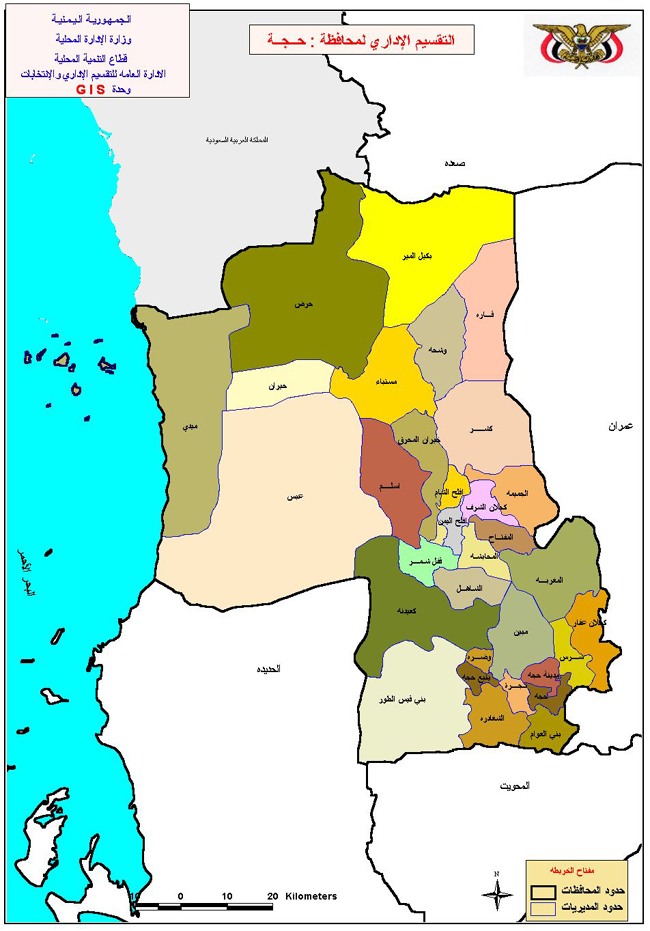
موقع مديرية مستباء في محافظة حجة

اول مديريات حجورتعتبر